# Lịch sử Vương quốc Liên hiệp Anh

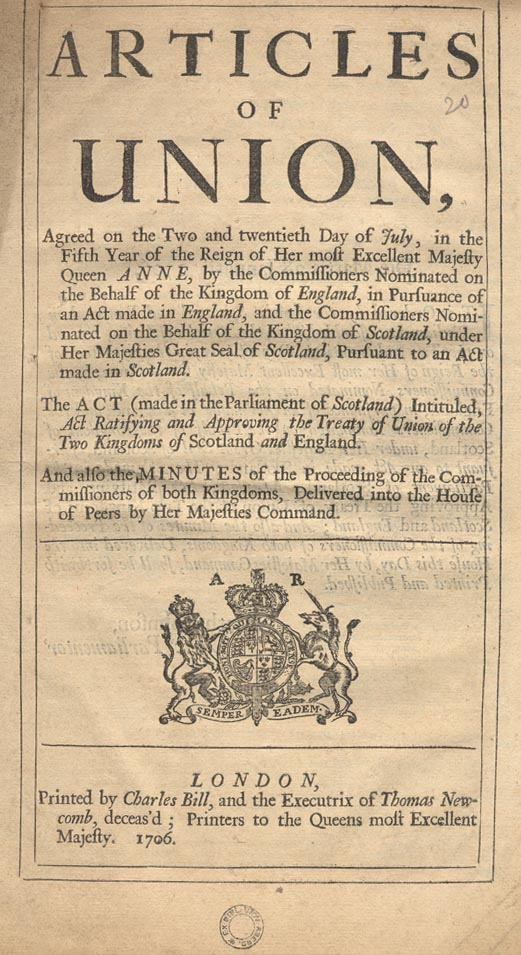
Một phiên bản được xuất bản của các Điều khoản của Liên minh, thỏa thuận dẫn đến việc thành lập Vương quốc Liên hiệp Anh vào năm 1707

Đạo luật Liên minh 1800 đã thêm Vương quốc Ireland để tạo ra Vương quốc Liên hiệp Anh và Ireland.
Những thập kỷ đầu tiên được đánh dấu bằng sự trỗi dậy của Jacobite, kết thúc bằng thất bại cho Stuart tại Trận Culloden năm 1746. Năm 1763 chiến thắng trong Chiến tranh Bảy năm đã dẫn đến sự phát triển của Đế quốc Anh đầu tiên. Với sự chiến thắng của Hoa Kỳ, Pháp và Tây Ban Nha trong Chiến tranh giành độc lập của Mỹ, Anh đã mất 13 thuộc địa của Mỹ và xây dựng lại một Đế quốc Anh thứ hai có trụ sở tại châu Á và châu Phi. Kết quả là văn hóa Anh, và ảnh hưởng công nghệ, chính trị, hiến pháp và ngôn ngữ của nó, đã gây ản hưởng trên toàn thế giới. Về mặt chính trị, sự kiện trung tâm là Cách mạng Pháp và hậu quả Napoléon của nó từ năm 1793 đến 1815, mà giới tinh hoa Anh coi là mối đe dọa sâu sắc, và họ làm việc hăng hái để thành lập nhiều liên minh; cuối cùng đã đánh bại Napoleon vào năm 1815. Tories, đảng lên nắm quyền vào năm 1783, vẫn nắm quyền (với một sự gián đoạn ngắn) cho đến năm 1830. Các lực lượng cải cách, thường xuất phát từ các yếu tố tôn giáo Tin Lành, đã mở ra nhiều thập kỷ cải cách chính trị mở rộng lá phiếu và mở cửa nền kinh tế cho thương mại tự do. Các nhà lãnh đạo chính trị kiệt xuất của thế kỷ 19 bao gồm Palmerston, Disraeli, Gladstone và Salisbury. Về mặt văn hóa, thời đại Victoria là thời kỳ thịnh vượng và những đức tính trung lưu thống trị khi Anh thống trị nền kinh tế thế giới và duy trì một thế kỷ hòa bình nói chung, 1815 mật 1914. Chiến tranh thế giới thứ nhất (1914-1918), với Anh liên minh với Pháp, Nga và Hoa Kỳ, là một cuộc chiến tổng lực dữ dội nhưng cuối cùng thành công đánh bại nước Đức. Hội của Liên minh các quốc gia thành lập sau đó là một dự án yêu thích ở Anh. Tuy nhiên, trong khi Đế chế Anh vẫn còn mạnh, và thị trường tài chính Luân Đôn vẫn ổn, các cơ sở công nghiệp của Anh bắt đầu tụt lại phía sau Đức và đặc biệt là Hoa Kỳ. Tình cảm mong muốn hòa bình mạnh mẽ đến mức cả nước ủng hộ việc xoa dịu nước Đức của Hitler vào cuối những năm 1930, cho đến khi cuộc xâm lược của Đức Quốc Xã vào Ba Lan năm 1939 khởi đầu Chiến tranh thế giới thứ hai. Trong Chiến tranh thế giới thứ hai ở Pháp, Liên Xô và Hoa Kỳ đã cùng với Anh lập thành các cường quốc Đồng minh.
Nước Anh đã không còn là một siêu cường quân sự hay kinh tế, như đã thấy trong cuộc khủng hoảng Suez năm 1956. Nước Anh không còn có sự giàu có để duy trì một đế chế, vì vậy nước này đã trao độc lập cho hầu hết tất cả thuộc địa của mình. Các nước mới này thường tham gia Khối thịnh vượng chung. Những năm sau chiến tranh đã chứng kiến những khó khăn lớn, giảm bớt phần nào nhờ viện trợ tài chính quy mô lớn từ Hoa Kỳ và một số từ Canada. Sự thịnh vượng trở lại vào những năm 1950. Trong khi đó, vào năm 1945-50 Đảng Lao động đã xây dựng một nhà nước phúc lợi, quốc hữu hóa nhiều ngành công nghiệp và tạo ra Dịch vụ Y tế Quốc gia. Vương quốc Anh đã có lập trường mạnh mẽ chống lại sự bành trướng của phong trào Cộng sản sau năm 1945, đóng vai trò chính trong Chiến tranh Lạnh và thành lập NATO như một liên minh quân sự chống Liên Xô với Tây Đức, Pháp, Mỹ, Canada và các nước nhỏ hơn. NATO cho đến nay vẫn là một liên minh quân sự hùng mạnh. Vương quốc Anh là thành viên hàng đầu của Liên hợp quốc kể từ khi thành lập, cũng như nhiều tổ chức quốc tế khác. Trong những năm 1990, chủ nghĩa tân cổ điển đã dẫn đến việc tư nhân hóa các ngành công nghiệp được quốc hữu hóa và bãi bỏ quy định đáng kể các vấn đề kinh doanh. Vị thế của London như là một trung tâm tài chính thế giới tăng trưởng liên tục. Kể từ những năm 1990, các phong trào giải thể quy mô lớn ở Bắc Ireland, Scotland và xứ Wales đã phi tập trung hóa quá trình ra quyết định chính trị. Nước Anh đã thay đổi qua lại về mối quan hệ kinh tế với Tây Âu. Nó gia nhập Cộng đồng kinh tế châu Âu vào năm 1973, do đó làm suy yếu mối quan hệ kinh tế với Khối thịnh vượng chung. Tuy nhiên, cuộc trưng cầu dân ý về Brexit năm 2016 đã đồng ý để Vương quốc Anh rời khỏi Liên minh châu Âu; các cuộc đàm phán hiện đang được tiến hành.

## Chinh phục và thống nhất
Thời Trung cổ, khi Wales tạo thành từ nhiều địa phương công quốc cai trị tương ứng, đã hầu như không thống nhất. Khi Vương quốc Anh bị người Norman xâm chiếm, Wales cũng tiến vào khu vực biên giới giáp với miền nam nước Anh, và thiết lập một số quyền cai trị cao quý ở địa phương và miền đông xứ Wales. Bắc và tây Wales dần dần được thống nhất dưới thời vua Llywelyn và những người khác.
Vào năm 1282, vua Anh Edward I chinh phục xứ Wales, một công quốc xứ Wales về phía bắc và phía tây cuối cùng.
Năm 1535, "Đạo luật chung" đã hoàn thành việc thống nhất Anh và xứ Wales, chia sau này thành 13 hạt và quy định rằng luật pháp của Anh đều ở xứ Wales và tiếng Anh là ngôn ngữ chính thức. Do đó, hầu hết người dân xứ Wales không thể giữ văn phòng công cộng, nhưng họ có thể cử đại diện tham gia Quốc hội Anh.

### Sáp nhập Scotland
Scotland ban đầu là một vương quốc độc lập và không được cai trị bởi các nước láng giềng phía nam nước Anh. Scotland có khí hậu khắc nghiệt và tương đối nghèo. Mối quan hệ "Liên minh Auld" giữa Scotland và Pháp luôn khiến nước Anh khá lo lắng trong nỗ lực ly dị Scotland với Công giáo Pháp. Scotland cải cách sử dụng mới cũ mâu thuẫn nhiều trong giáo phái để buộc Nữ hoàng Scotland Mary I thoái vị năm 1567, trốn sang Anh và cuối cùng bị xử tử vào ngày 8 tháng 2 năm 1587 bởi Nữ hoàng Anh lúc đó Elizabeth I. James VI đã kế vị ngai vàng khi còn là một đứa trẻ, từ thời vương giả của mục sư Tin lành cho đến năm 1583.
Năm 1603, James VI của Scotland đã kế vị Elizabeth I trở thành vua James I của Anh và bắt đầu triều đại Stuart, nhưng hai vương quốc đã tách ra và mỗi vương quốc có một quốc hội riêng. Trong 100 năm tới, sự khác biệt về tôn giáo và chính trị giữa hai bên vẫn còn lớn, và thỉnh thoảng có những xung đột cạnh tranh, và hoàng gia chung không thể ngăn chặn được.
Năm 1625, Charles I đã thành công. Ông mở rộng quyền lực của nhà vua với chế độ độc tài của chế độ quân chủ, và bầu không khí căng thẳng của quốc hội, dẫn đến chiến tranh. Cuộc nội chiến Anh bắt đầu vào năm 1642 và kết thúc vào năm 1649 với cái chết của quốc vương. Đất nước bước vào thời kỳ [[Thịnh vượng chung của Anh (1649–1653) và Oliver Cromwell trở thành người bảo vệ đất nước. Chế độ mới chưa nhận được sự ủng hộ rộng rãi. Sau cái chết của Cromwell, con trai của ông Richard Cromwell đã bị các sĩ quan và người dân bức hại và quốc hội bị giải tán của cha ông đã được tái lập. Năm 1659, Quốc hội tuyên bố khôi phục chế độ quân chủ. Năm 1660, Charles II trở thành vua.
Năm 1702, Nữ vương Anne I đã kế vị ngai vàng, hy vọng được tiếp cận gần Vương quốc Scotland hơn. Năm 1706, bà công bố dự thảo dự luật chung và nghiêm túc đàm phán sáp nhập. Tuy nhiên, đã có những cuộc tranh luận nội bộ gay gắt ở Scotland, và một số lĩnh vực vẫn còn khá độc quyền. Những người phản đối tin rằng dự thảo thiếu một thỏa thuận về lợi ích và chắc chắn sẽ thất bại. Quyết định cuối cùng của Quốc hội Scotland đã được chấp nhận, chủ yếu là vì nó gần phá sản.
Nữ hoàng Anne đã phê chuẩn "Đạo luật liên minh năm 1707", hủy bỏ các vương quốc và nghị viện của cả hai bên và thay thế chúng bằng "Vương quốc Liên hiệp Anh" và "Nghị viện Anh ". Bà là vị vua đầu tiên của Vương quốc Anh. Quốc hội được đặt tại Tu viện Westminster, Luân Đôn và có 45 nghị sĩ Scotland. Kể từ đó, hai nơi được tự do buôn bán, nhưng phong tục thể chế ban đầu vẫn được duy trì, luật pháp vẫn được tách ra, tiền tệ được ban hành riêng, và Giáo hội Scotland và Giáo hội Anh cũng được giữ lại. Dự luật cũng có kế hoạch thay đổi tên của hai nơi thành "Bắc Anh" và "Nam Anh", nhưng nó đã nhanh chóng bị hủy vì không ai sử dụng.

### Thịnh vượng chung Anh và Vương quốc Anh

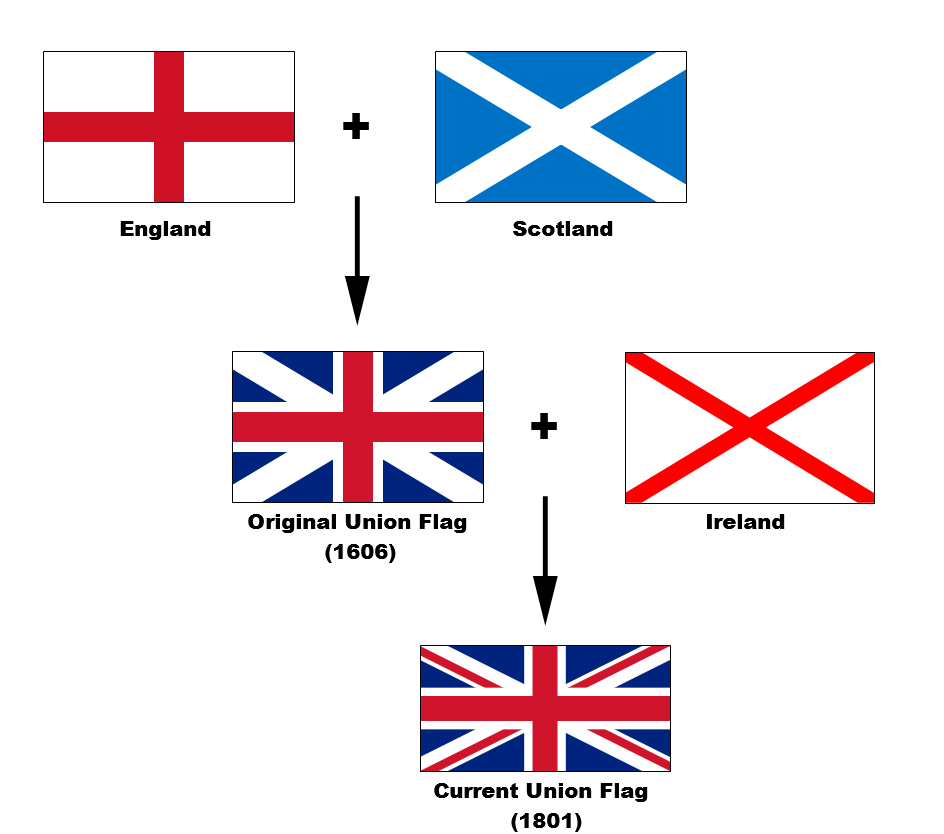
Mẫu Quốc kỳ Anh bao gồm các cờ Anh, Scotland và Ireland

Sau giữa thế kỷ 19, "Vương quốc Anh" dần dần nới lỏng sự kiểm soát các thuộc địa do sự suy giảm quyền lực và sự trỗi dậy của chủ nghĩa dân tộc (đặc biệt là Ấn Độ và Ai Cập). Từ năm 1867 đến 1910, Vương quốc Anh đã trao cho Úc, Canada và New Zealand vị thế "thống lĩnh" và họ vẫn có mối quan hệ thân thiết với nhau. Vào những năm 1920, Anh bắt đầu xem xét việc làm thuộc địa tự trị. Năm 1931, "Đạo luật Westminster" được thông qua, Thịnh vương chung Anh chính thức được thành lập, ba nước đầu tiên trở thành thành viên sáng lập và Đế quốc Anh chính thức tan rã.
Năm 1947, Ấn Độ và Pakistan trở nên độc lập, và phần còn lại của các thuộc địa theo sau, hầu như tất cả đều thành công trong việc trở thành độc lập, và trở thành thành viên của Hiệp hội Vương quốc Anh. Vẫn còn 13 thuộc địa, bao gồm Bermuda, Gibraltar và Quần đảo Falkland, những lãnh thổ đã chọn không độc lập và trở thành Lãnh thổ hải ngoại của Anh.

## Chiến tranh thế giới thứ nhất
Vào ngày 4 tháng 8, vua tuyên chiến với Đức và Áo, theo lời khuyên của Thủ tướng Herbert Asquith của Đảng Tự do. Phần còn lại của Đế quốc tự động theo sau. Những lý do cơ bản của nội các để tuyên bố chiến tranh tập trung vào một cam kết sâu sắc với Pháp và tránh chia rẽ Đảng Tự do. Những người tự do hàng đầu do Asquith và Ngoại trưởng Edward Gray lãnh đạo đe dọa sẽ từ chức nếu nội các từ chối hỗ trợ Pháp. Điều đó sẽ chia rẽ sâu sắc đảng và đồng nghĩa với việc mất quyền kiểm soát chính phủ đối với liên minh hoặc phe đối lập Liên minh (tức là đảng Bảo thủ). Tuy nhiên, thành phần phản chiến lớn giữa những người Tự do, với David Lloyd George là người phát ngôn, sẽ ủng hộ cuộc chiến để tôn vinh hiệp ước năm 1839 bảo đảm sự trung lập của Bỉ. Vì vậy, Bỉ chứ không phải Pháp là lý do công cộng được đưa ra. Các áp phích lấy dòng rằng Anh được yêu cầu tham chiến để bảo vệ tính trung lập của Bỉ theo Hiệp ước Luân Đôn năm 1839.

## Chiến tranh thế giới thứ hai
Vua Anh tuyên bố sẽ tuyên chiến với Đức Quốc xã vào tháng 9 năm 1939, sau khi người Đức xâm chiếm Ba Lan. Trong khoảng thời gian yên tĩnh của "Cuộc chiến tranh kỳ quặc", Anh đã gửi cho Pháp đội quân cơ giới hóa cao nhất thế giới; cùng với Pháp họ có nhiều xe tăng hơn Đức, nhưng ít máy bay chiến đấu hơn. Chiến thắng của Đức trong mùa xuân năm 1940 hoàn toàn nhờ vào "học thuyết chiến đấu siêu hạng. Huấn luyện thực tế, lãnh đạo chiến trường giàu trí tưởng tượng và sáng kiến vô song từ các tướng lĩnh cho đến trung sĩ". Anh có lợi nhuận mỏng nhất giải cứu quân đội chính của mình khỏi Dunkirk (cũng như nhiều binh lính Pháp), bỏ lại tất cả các thiết bị và đồ tiếp tế chiến tranh của họ. Winston Churchill lên nắm quyền, hứa sẽ chiến đấu với quân Đức đến cùng. Người Đức đe dọa một cuộc xâm lược mà Hải quân Hoàng gia đã chuẩn bị để đẩy lùi. Đầu tiên người Đức cố gắng đạt được uy quyền trên không nhưng đã bị Không quân Hoàng gia đánh bại trong Trận chiến Anh vào cuối mùa hè năm 1940. Nhật Bản đã tuyên chiến vào tháng 12 năm 1941 và nhanh chóng chiếm được [[Hồng Kông, Mã Lai, Singapore và Anh, và đe dọa Úc và Ấn Độ. Anh thành lập liên minh với Liên Xô (bắt đầu từ năm 1941) và quan hệ rất chặt chẽ với Hoa Kỳ (bắt đầu từ năm 1940). Chiến tranh rất tốn kém. Nó được thanh toán bằng thuế cao, bằng cách bán hết tài sản và chấp nhận số lượng lớn cho thuê từ Hoa Kỳ và Canada. Mỹ đã cho 30 triệu USD trong đạn dược; Canada cũng đã viện trợ. (Viện trợ của Mỹ và Canada không phải hoàn trả, nhưng cũng có những khoản vay của Mỹ đã được hoàn trả.)

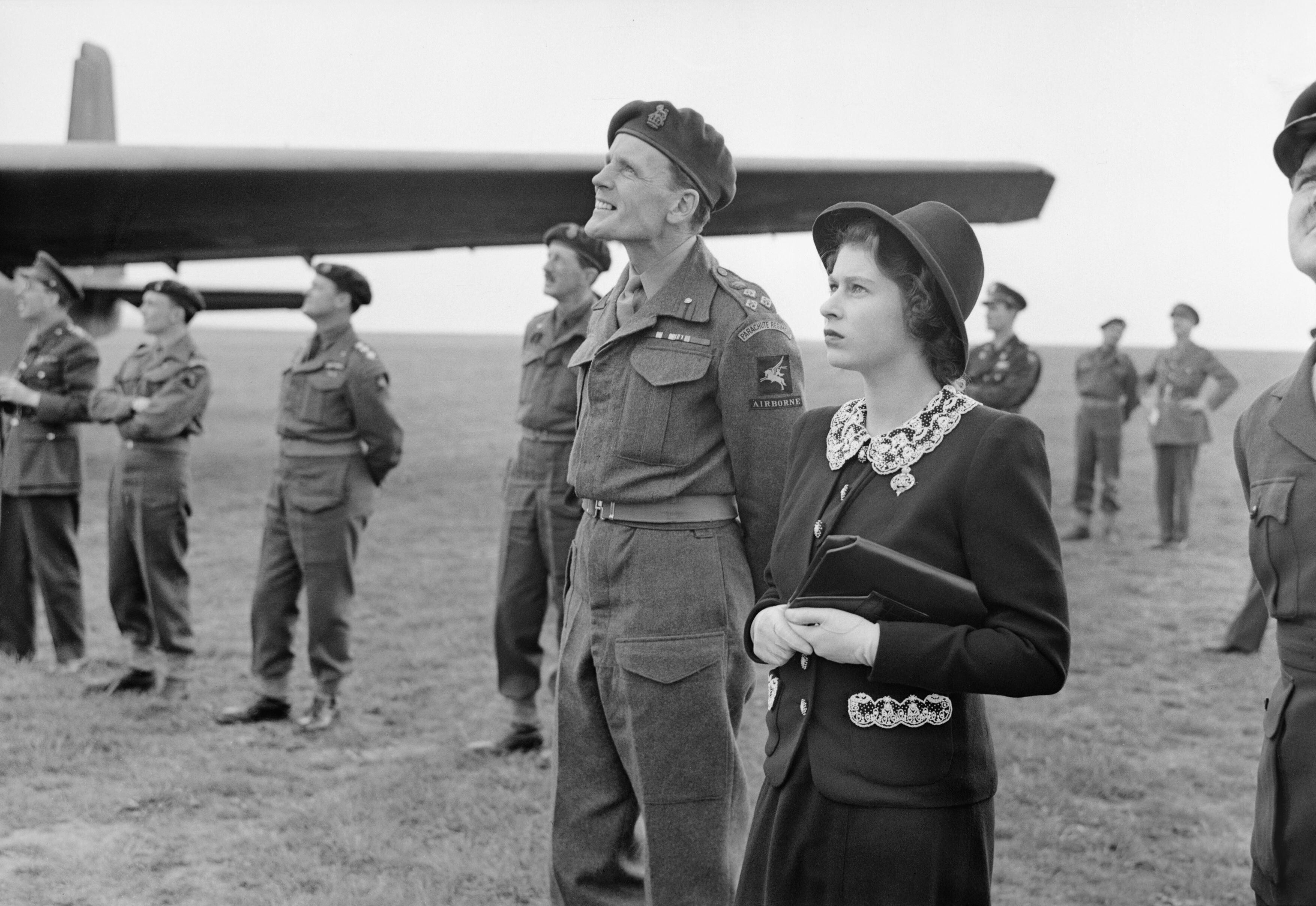
Công chúa Elizabeth thăm quân đội trên không vào tháng 5 năm 1944

Tổng huy động của Anh trong giai đoạn này đã chứng tỏ là thành công trong chiến thắng cuộc chiến, bằng cách duy trì sự ủng hộ mạnh mẽ từ dư luận. Chiến tranh là một "cuộc chiến tranh nhân dân" mở rộng khát vọng dân chủ và tạo ra những lời hứa về một nhà nước phúc lợi sau chiến tranh.
Các phương tiện truyền thông gọi đó là một thuật ngữ "chiến tranh nhân dân" đã bắt kịp và biểu thị nhu cầu phổ biến về lập kế hoạch và một nhà nước phúc lợi mở rộng. Gia đình Hoàng gia đóng vai trò biểu tượng lớn trong chiến tranh. Họ đã từ chối rời London trong Blitz và không thể đến thăm quân đội, nhà máy đạn dược, xưởng đóng tàu và bệnh viện trên cả nước. Tất cả các tầng lớp xã hội đánh giá cao cách các hoàng gia chia sẻ hy vọng, nỗi sợ hãi và khó khăn của người dân.

## Sau chiến tranh-hiện tại
Trong cuộc tổng tuyển cử năm 1979 của Anh, sau khi bà Margaret Thatcher nhậm chức thủ tướng, bà bắt đầu thúc đẩy tư nhân hóa một số doanh nghiệp. Để khôi phục nền kinh tế Anh và thoát khỏi "căn bệnh Anh", bà từ bỏ cái gọi là "chính trị đồng thuận" và chính sách của Keynes sau Thế chiến II. Sự can thiệp của các hoạt động kinh tế đã giảm, hầu hết các doanh nghiệp nhà nước đã được tư nhân hóa, và thị trường lao động trở nên linh hoạt hơn. Các chính sách tiền tệ đã được áp dụng một cách bừa bãi, và nền kinh tế Anh cuối cùng đã xuất hiện từ tình trạng "lạm phát" dài hạn. Kể từ năm 1981, tốc độ tăng trưởng thực tế hàng năm của nó đã đạt hơn 3%, tại thời điểm đó, đây là quốc gia phát triển chính của phương Tây sau Nhật Bản. Trong lĩnh vực văn hóa xã hội, bà Thatcher quyết tâm tấn công ý tưởng "chẳng lấy gì làm gì" xuất phát từ hệ thống phúc lợi, ca ngợi đạo đức trung lưu truyền thống và chủ trương làm việc chăm chỉ để tạo ra sự giàu có thay vì theo đuổi sự phân phối lại của cải. Tuy nhiên, các chính sách của bà Thatcher cũng gây ra sự chia rẽ trong xã hội Anh, đặc biệt là thắt lưng buộc bụng tài chính và chuyển đổi công nghiệp, gây ra tác động lớn đến các ngành công nghiệp truyền thống của Vương quốc Anh, dẫn đến một số lượng lớn lao động mất việc làm.
Trong cuộc tổng tuyển cử năm 1997 của Anh, Đảng Lao động Anh đã trở thành đảng cầm quyền, chấm dứt 18 năm cầm quyền của Đảng Bảo thủ và giành quyền lực. Nhà lãnh đạo Tony Blair trở thành thủ tướng mới, ông là thủ tướng trẻ nhất nước Anh trong 185 năm. Sau ba nhiệm kỳ liên tiếp, vào ngày 11 tháng 5 năm 2007, Blair, người nắm quyền lực trong mười năm, tuyên bố từ chức thủ tướng trong khu vực bầu cử của mình và đề nghị Bộ trưởng Tài chính Anh Gordon Brown tiếp quản. Vào ngày 27 tháng 6, Brown chính thức nhậm chức thủ tướng.
Trong cuộc tổng tuyển cử năm 2010 của Anh, kết quả bầu cử, quốc hội bị đình chỉ đầu tiên kể từ tháng 2 năm 1974, và cuối cùng là Đảng Bảo thủ và Đảng Dân chủ Tự do đã đạt được thỏa thuận thành lập chính phủ liên minh hòa bình đầu tiên sau 65 năm. David Cameron, lãnh đạo Đảng Bảo thủ, trở thành thủ tướng và Nick Clegg, lãnh đạo đảng Dân chủ Tự do, trở thành phó thủ tướng. Cameron trở thành thủ tướng trẻ nhất ở Anh sau 200 năm, trẻ hơn năm tháng so với khi Blair được bầu.
Vào ngày 5 tháng 2 năm 2013, Quốc hội Anh đã tổ chức một cuộc bỏ phiếu để áp đảo dự luật hợp pháp hóa đồng tính luyến ái. Thủ tướng Anh Cameron đã lãnh đạo dự luật, vốn bị một số thành viên của đảng Bảo thủ cầm quyền phản đối mạnh mẽ. Trong lá phiếu đầu tiên được tổ chức ở hạ viện, dự luật được hỗ trợ bởi 400 phiếu và 175 phiếu chống lại nó. Đại đa số phiếu ủng hộ đến từ các đảng viên Đảng Dân chủ Tự do và Dân chủ cánh tả. Khoảng một nửa số đảng Bảo thủ do Cameron lãnh đạo đã bỏ phiếu chống hoặc bỏ phiếu trắng. Một số nhà lập pháp thậm chí chỉ trích Cameron vì tìm kiếm sự ủng hộ của công chúng, và ông đã không ngần ngại hy sinh các giá trị cốt lõi của Đảng Bảo thủ, vì sợ rằng vị trí lãnh đạo của đảng Cameron sẽ lại bị lung lay.
Vào ngày 21 tháng 5 năm 2013, Hạ viện Anh đã ủng hộ nó với 365 phiếu và 161 phiếu chống lại lần đọc thứ ba thông qua việc công nhận hôn nhân đồng giới ở Anh và xứ Wales. Dự luật có liên quan gây ra sự khác biệt nghiêm trọng trong Đảng Bảo thủ. Các nhà lãnh đạo của Đảng Dân chủ Tự do và Đảng Lao động đối lập, một đảng khác của chính phủ liên minh, đã bày tỏ sự ủng hộ cho dự luật này. Dự luật sẽ được bàn giao cho Hạ viện để tranh luận trong bước tiếp theo. Thủ tướng Cameron hy vọng sẽ hợp pháp hóa hôn nhân đồng giới càng sớm càng tốt. Cameron đã quyết tâm đẩy dự luật, nhưng vấp phải sự phản đối trong đảng. Những người phản đối dự luật bao gồm các quan chức cấp cao của Đảng Bảo thủ David Jones và Bộ trưởng Môi trường Owen Paterson, cũng như 10 quan chức cấp dưới, và tổng cộng 133 đảng viên Bảo thủ.